# Kamenická Nová Víska
Kamenická Nová Víska je malá vesnice a část města Česká Kamenice v okrese Děčín. Nachází se asi tři kilometry západně od České Kamenice. Kamenická Nová Víska je také název katastrálního území o rozloze 1,68 km². V katastrálním území Kamenická Nová Víska leží i Víska pod Lesy.

## Historie
První písemná zmínka o vesnici pochází z roku 1457.

## Obyvatelstvo
Při sčítání lidu v roce 1921 ve vsi žilo 369 obyvatel (z toho 169 mužů) německé národnosti. Kromě tří evangelíků a jednoho člena nezjišťovaných církví byli římskými katolíky. Podle sčítání lidu z roku 1930 měla vesnice 351 obyvatel: jednoho Čechoslováka, 349 Němců a jednoho cizince. Většina (288 osob) se hlásila k římskokatolické církvi, ale pět lidí bylo evangelíky a 58 bez vyznání.
|                                                                   | 1869 | 1880 | 1890 | 1900 | 1910 | 1921 | 1930 | 1950 | 1961 | 1970 | 1980 | 1991 | 2001 | 2011 |
| ----------------------------------------------------------------- | ---- | ---- | ---- | ---- | ---- | ---- | ---- | ---- | ---- | ---- | ---- | ---- | ---- | ---- |
| Obyvatelé                                                         | 477  | 471  | 380  | 367  | 387  | 369  | 351  | 141  | 163  | 125  | 97   | 66   | 97   | 94   |
| Domy                                                              | 61   | 65   | 68   | 67   | 65   | 63   | 64   | 48   | 44   | 28   | 26   | 37   | 32   | 32   |
| Počet domů v roce 1961 zahrnuje domy místní části Víska pod Lesy. |      |      |      |      |      |      |      |      |      |      |      |      |      |      |

## Osobnosti
- Anton Amand Paudler (1844–1905) – římskokatolický duchovní, augustinián a vlastivědec